# جوردن كاميرون
جوردن كاميرون (بالإنجليزية: Jordan Cameron)‏ (و. 1988  م) هو لاعب كرة قدم أمريكية، من الولايات المتحدة، ولد في لوس أنجلس، يلعب كطرف ضيق ‏.

## التعليم
تعلم في Newbury Park High School ‏.